# Иванов, Михаил Александрович (артист цирка)
Михаил Александрович Иванов (26 ноября 1929, село Шолыково Чухломской район Костромской области, Ивановская Промышленная область — 8 июня 1995) — советский и российский цирковой артист, акробат, канатоходец, дрессировщик. Заслуженный артист РСФСР (1989). Народный артист Российской Федерации (1994).

## Биография
Михаил Александрович Иванов родился 26 ноября 1929 года в селе Щолыково (сейчас Костромская область). В 1944—1945 годах учился в детской акробатической школе Государственного училища циркового искусства (ГУЦИ). В 1971 году окончил ГИТИС (режиссура цирка). 
С 1945 года вошёл в номера «Акробаты на подкидных досках» п/р П. Шидловского, «Партерный полёт» п/р С. Арнаутова. В 1948—1961 годах выступал как канатоходец в группе «Дагестанские канатоходцы» п/р Я. Гаджикурбанова (нижний в колонне из четырёх). 
В 1961 году подготовил первый самостоятельный номер «Перши на наклонном канате» с женой Ниной Степановной. В 1967 году в номер вошёл сын Александр. В 1971 году номер модифицировали и в него вошли четыре партнёра, в т. ч. жена Александра — мастер спорта по спортивной гимнастике Татьяна Николаевна Иванова. 
Гастролировал во многих странах мира: Швеция, Мексика, Франция, Бельгия, Испания, Греция, Венгрия, Уругвай, Аргентина, Эквадор, Колумбия, Австралия, ФРГ, Бельгия, Голландия, Китай.
Умер 8 июня 1995 года.

### Семья
- Жена — цирковая артистка Нина Степановна Иванова (урожд. Епифанова; 24.12.1929 - 27.04.2016), акробатка. 
  - Сын — цирковой артист Александр Михайлович Иванов (род. 1956), акробат, заслуженный артист России (1995). В 1980 году окончил театроведческое отделение ГИТИСа. Занимается режиссурой: ставит детские спектакли, новогодние представления, парады-прологи.
    - Внук — заслуженный артист России, двукратный рекордсмен Книги рекордов Гиннесса, Михаил Александрович Иванов (род. 1980), жонглёр-эквилибрист, канатоходец, выступал в номере «Жонглёр на моноцикле и колесе». Лауреат Международного детского фестиваля в Анапе «Алиса-90» (1990) и Международного конкурса юных артистов «Premiere Rampe» в Монте-Карло (1991). В 2008 году вместе с женой, Алёной Сосиной (Бронзовая корона фестиваля "Принцесса российского цирка", 2008) подготовил номер "Белая ночь" (реж. Ольга и Ян Польди). Награды номера: "Бронзовый приз" на Всемирном фестивале циркового искусства в Москве, 2009; "Серебряный Пьеро" на фестивале-конкурсе в Будапеште, 2010; "Золотой Карл" на конкурсе в Риге, 2012.  С 1993 года выступает в аттракционе в "Морские забавы".[2]

## Награды и премии
- Народный артист Дагестанской АССР (1960).
- Медаль «За трудовое отличие» (27 октября 1967)[3].
- Заслуженный артист РСФСР (27 марта 1989).
- Лауреат Международного конкурса артистов цирка в Китае (1993, Гран-при «Жёлтый журавль»).
- Народный артист Российской Федерации (29 августа 1994) — за большие заслуги в области циркового искусства[4].